# Nuclis polars
Els nuclis polars són unes cèl·lules situades dins de l'ovari, sac embrionari o gametofit femení que intervenen en el procés de fertilització de les plantes.

Cada sac embrionari disposa de diferents tipus de cèl·lules: Les fèrtils són l'òvul i els nuclis polars i les estèrils però que col·laboren en el procés, són les anomenades sinèrgides i antipodals.

## La fertilització doble de les angiospermes
En les gimnospermes no hi ha aquesta fertilització doble, ja que només un dels gamets masculí és funcional i l'altre degenera.

El pol·len està format per tres cèl·lules haploides. Quan el gra de pol·len germina una d'aquestes cèl·lules forma el tub pol·línic que travessa l'estil i per aquest tub arriben les altres dues cèl·lules fins al sac embrionari. Allà una d'aquestes cèl·lules fecunda l'òvul i forma un zigot diploide que per mitosi donarà lloc a l'embrió.
L'altra cèl·lula es fecunda amb els dos nuclis polars cadascun d'ells és haploide i forma l'endosperma que és un teixit nutritiu a partir del qual es formarà l'embrió en les seves primeres etapes de desenvolupament.

## Disposició i nombre de nuclis polars
Els nuclis polars normalment estan ubicats en el centre del gametòfit femení, el seu nombre és variable segons les espècies. Moltes angiospermes tenen un sac embrionari del tipus del que té el gènere "Polygonum" amb dos nuclis polars i que per tant produeixen un endosperma triploide. En poques espècies hi ha més de dos nuclis polars i en aquests casos la ploidia resultarà encara major. D'altra banda hi ha famílies botàniques amb un únic nucli polar i originen per tant un endosperma diploide.